# Історія пошти і поштових марок Ліхтенштейну
Історія пошти і поштових марок Ліхтенштейну охоплює періоди управління австрійською, власною та швейцарською поштовими адміністраціями. У поштовому обігу в Ліхтенштейні перебували поштові марки Австрії та самого князівства.

## Рання історія
Історія пошти Ліхтенштейну починається у XVI столітті, коли на його території було налагоджено регулярний поштовий зв'язок. У той час були організовані дві поштові станції — у Бальцерсі та Шані..

## Розвиток пошти і випуски поштових марок

### Австрійська пошта
До 1920 року Ліхтенштейн входив до поштової системи Австрії. З 1850 по 31 січня 1921 року в князівстві перебували в обігу австрійські поштові марки. З 1 лютого 1912 року паралельно з ними почали випускатися марки австрійської пошти в Ліхтенштейні з написом: «К. К. Osterr. Post im Furstentum Liechtenstein» («Імператорська і королівська австрійська пошта в князівстві Ліхтенштейн»).

### Державна пошта
У березні 1920 року між Ліхтенштейном та Австрією було підписано нову поштову угоду, згідно з якою в князівстві була організована державна поштова служба. Марки колишніх випусків забезпечили наддруківкою орнаменту, який закривав напис «К. К. Osterr. Post» та частково нової вартості. Існували подвійні та перегорнуті наддруківки. Ці марки були вилучені з обігу в кінці січня 1921 року.
У травні 1920 року уряд Ліхтенштейну передав право випуску знаків поштової оплати приватному консорціуму. Ним із травня по жовтень були випущені три серії марок у різних варіантах (із зубцями, беззубцові та ін.) З написом «Fürstentum Liechtenstein» (Князівство Ліхтенштейн), яка зберігається до теперішнього часу. У зв'язку з різними махінаціями консорціуму від його послуг довелося відмовитися. Усі випуски консорціуму були вилучені з обігу в кінці січня 1921 року.

### Швейцарська пошта
1 лютого 1921 Ліхтенштейн уклав договір з поштовою службою Швейцарії, згідно з яким його територія увійшла до поштової системи цієї країни. За князівством, проте, збереглося право випуску власних марок.
У цей самий день до обігу надійшли марки з першої серії консорціуму з наддруківками нового номіналу у швейцарській валюті, а також серія марок з оригінальним малюнком — гербом князівства. Одночасно відкрилося поштове відділення у Трізенбергу. Оскільки були випущені лише марки номіналом від 2 до 15 раппів, то у поштові відділення надійшли також швейцарські марки номіналом у 20, 25, 40, 50, 80 сантимів та 1 франк. Вони перебували в обігу до 1 серпня 1921 року.
Запаси марок Ліхтенштейну, випущених до лютого 1921 року, були знищені 5 травня 1924 року. З 1967 року всі марки мають необмежений час обігу. Поштові марки Ліхтенштейну відрізняються дуже високим графічним та поліграфічним рівнем виконання. Тираж їх, як правило, невеликий. Усі марки друкуються в невеликих аркушах від 4 до 25 штук з написами і малюнками на краях аркушів. Популярною темою марок є королівська родина Ліхтенштейну. Випуск поштових марок країни не переривався навіть під час Другої світової війни.
Перша серія з трьох поштово-благодійних марок Ліхтенштейну вийшла в грудні 1932 року. Додатковий збір йшов на користь неповнолітніх.
Перший поштовий блок з маркою номіналом у 5 франків, так званий Блок Вадуц, вийшов у вересні 1934 року на честь Ліхтенштейнської національної виставки та першої Ліхтенштейнської виставки поштових марок у Вадуці, яка проходила з 29 вересня по 15 жовтня 1934 року. Цей блок був випущений тиражем 7788 примірників і є великою рідкістю, особливо на листах зі спеціальним штемпелем. Надалі філателістичні виставки також відзначалися випуском поштових блоків (крім виставки 1956), однак тираж їх був значно більшим.
З 4 грудня 1995 в Ліхтенштейні почали працювати друкуючі поштові автомати. Вони були встановлені в усіх 11 громадах країни. Одночасно в обіг надійшло 11 видів марок друкуючих автоматів. На знаках поштової оплати був зображений герб відповідної громади. У червні 2003 року були випущені марки друкуючих автоматів із зображенням місцевих визначних пам'яток.

## Інші види поштових марок

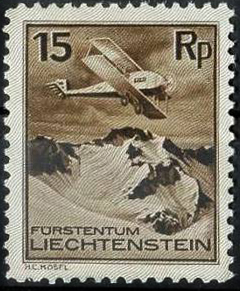
Перша авіапоштова марка Ліхтенштейну, 1930 (Міхель #108)

### Авіапоштові
У серпні 1930 року були випущені перші авіапоштовій марки князівства. Серія складалася із шести мініатюр із зображенням літака над льодовиком, містом Вадуц і долиною Рейну та Вадуцом. Останні авіапоштові марки були випущені в обіг у квітні 1960 року.
10 червня 1931 року було видано дві мініатюри спеціально для кореспонденції, що перевозилися у той день дирижаблем «Граф Цепелін» із Вадуца до Лозанни. Марки гасилися штемпелем «Vaduz luni 1931 Zeppelinpost nach Lausanne» (Вадуц, червень 1931 року. Цепеліна пошта до Лозанни) червоною фарбою.

### Службові
Службові марки були введені в обіг у квітні 1932 року. Спочатку проводилася наддруківка корони і написи «Regierungs-Dienstsache» («Урядова службова справа») на стандартних марках. У 1947 році наддруківка була змінена — «Dienstmarke» (Службова марка). У листопаді 1950 року в обіг надійшли спеціальні службові марки із зображенням корони, які могли використовуватися лише певними установами для листування із закордоном. З 1976 року на службових марках зображувався Будинок уряду в Вадуці. Останні службові марки були випущені у вересні 1989 року, а вилучені з обігу 31 грудня 1994 року. Всередині Ліхтенштейну службові листи пересилалися без марок.
Деякі листи, що не підлягають оплаті, забезпечуються штампом «Franco». Якщо установа цього штампу не поставила, то на пошті на конверт наклеювався ярлик (франко-формуляр) і ставився відбиток календарного штемпеля. Такі ярлики випускалися з 1921 по 1962 рік і використовувалися до вересня 1969 року.

### Доплатні

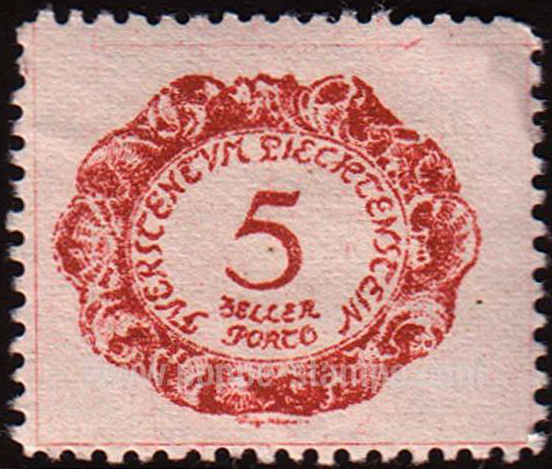
Перша доплатна марка Ліхтенштейну, 1920 (Міхель #1)

Доплатні марки Ліхтенштейну з'явилися у червні 1920 року. З 1 лютого 1921 по 11 квітня 1928 рік використовувалися швейцарські доплатні марки, а до 1920 — австрійські. Останні доплатні марки були випущені в липні 1940 року. Вони перебували в обігу до грудня 1958 року.

### Наддруківки на поштових марках

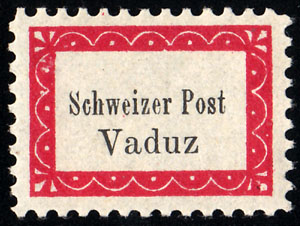
Марка кур'єрської пошти Зефелен-Вадуц, 1918 (Міхель #1)

Перша наддруківка була зроблена 3 березня 1920 року на шести марках австрійської поштової адміністрації зразка 1917 року та вважається першим випуском власної державної пошти.
Остання наддруківка зроблена 7 квітня 1960 року. На двох марках наддрукований напис WELTFLÜCHTLINGSJAHR («Всесвітній рік біженців»), емблема Фонду біженців, новий поштовий номінал тп номінал поштово-благодійного збору коштів до Фонду біженців у зв'язку із Всесвітнім роком біженців з 1 липня 1959 по 30 червня 1960 року. Перебували в обігу до 31 жовтня 1966 року.
За весь період було вироблено 57 каталогізованих наддруківок (каталоги «Міхель» та «Скотт»), з них 36 — за зміною типу марки для франкування службової кореспонденції, 10 — за зміною номіналу поштової марки, 2 — поштово-благодійні.

## Кур'єрська пошта Зефелен-Вадуц
У 1918 році після розпаду Австро-Угорщини столиця Ліхтенштейну Вадуц залишилася без зв'язку. Уряд орендував поштову скриньку в прикордонному швейцарському місті Зефелен. Щодня кур'єр на велосипеді відвозив і привозив пошту. Для оплати доставки була підготовлена спеціальна наклейка у вигляді прямокутника з рамкою червоного кольору і написом всередині «Schweizer Post Vaduz» (Швейцарська пошта. Вадуц). Наклейка друкувалася в аркушах з 60 штук. Краї листа перфорації не мали. Гасіння проводилося пером.
У Зефелені поштові відправлення оплачувалися швейцарськими марками за швейцарськими тарифами. Відомі листи з календарними штемпелями Зефелена та Бухсу. Зв'язок діяв близько 6 тижнів.

## Художники марок
З 1938 до 1943 рік над малюнками для деяких поштових марок Ліхтенштейну працював російський художник-емігрант Іван Григорович М'ясоєдов. Це були перші поштові марки в історії країни, створені професійним художником.

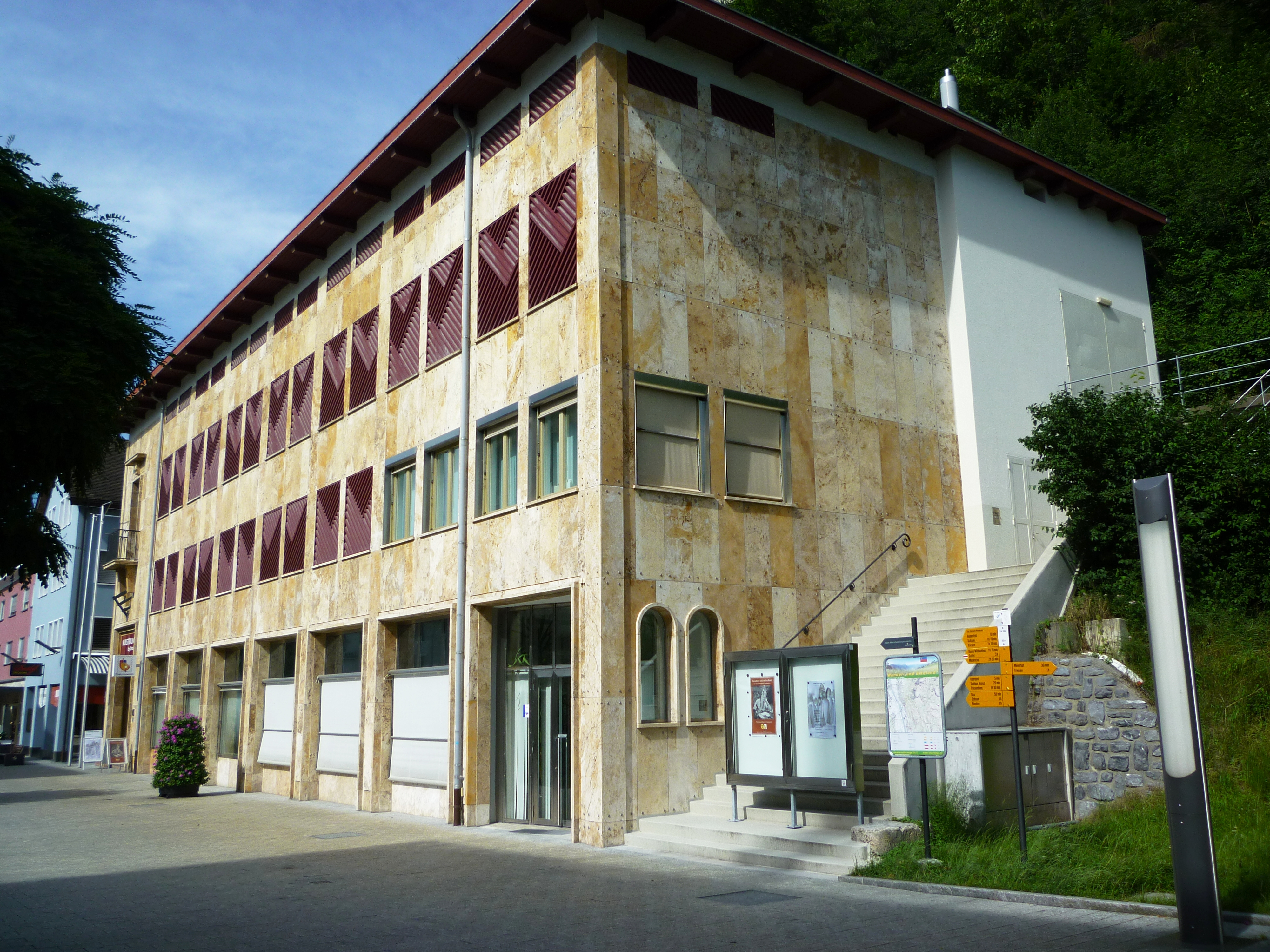
Будівля Поштового музею у Вадуці, 2009 рік

## Поштовий музей
У 1930 році у Вадуці було відкрито Поштовий музей. У його фондах зберігається велика колекція марок князівства, починаючи із 1912 року, а також марки інших країн. Крім того, в музеї представлені ескизи, малюнки, гравюри, литографії, друкарські пластини, філателістичні документи та інші матеріали, що належать до історії поштової служби Ліхтенштейну.